# 雪叶棘豆
雪叶棘豆（学名：Oxytropis chionophylla）为豆科棘豆属下的一个种。